# Luigi Boitani

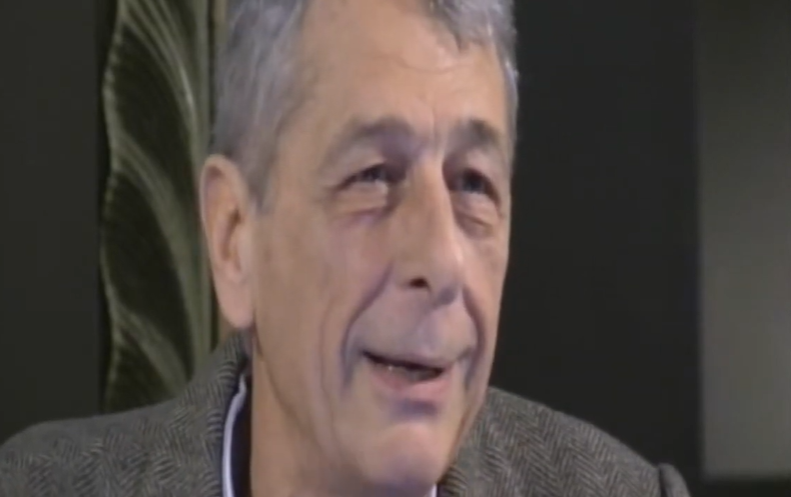
Luigi Boitani (2014)

Luigi Boitani (* 2. April 1946 in Rom) ist ein Professor für Zoologie an der Universität La Sapienza in Rom, zu dessen Forschungsschwerpunkten Ökologie und Schutz großer Säugetiere sowie das Management von Schutzgebieten gehören. Boitani ist Präsident der Large Carnivore Initiative for Europe (LCIE).

## Leben und Werk
Boitani ist Professor für Naturschutzbiologie und Tierökologie und war Leiter des Departments für Zoologie und Humanbiologie der Universität La Sapienza Rom, bis dieser mit anderen Fachbereichen 2010 zum Department für Biologie und Biotechnologie Charles Darwin zusammengefasst wurde.
Seit 1973 widmet er sich der Ökologie und dem Schutz des Wolfs. Er erarbeitete mehr als 30 Managementpläne für verschiedene Nationalparks. Luigi Boitani ist tätig in der Species Survival Commission der Weltnaturschutzunion IUCN, seit 1996 ist er Mitglied in deren Präsidium, seit 2002 Vorsitzender ihrer Spezialistengruppe der Large Carnivore Initiative for Europe (Initiative für Großraubtiere in Europa). Er arbeitete in zahlreichen Spezialistengruppen der IUCN. In der Canid Specialist Group ist er Koordinator der Arbeitsgruppe Wolf in Europa. Gemeinsam mit L. David Mech, der von 1978 bis 2013 Vorsitzender der IUCN Wolf Specialist Group war, veröffentlichte Boitani Beiträge der IUCN zum Thema Wolf, unter anderem den Eintrag in die Rote Liste. Mehrere für die EU-Kommission maßgebliche Dokumente zum Management von freilebenden Großraubtieren in Europa insbesondere zum Wolfsmanagement entstanden unter Boitanis Leitung.
2023 wurde er zum Mitglied der Academia Europaea gewählt.
Neben seiner wissenschaftlichen Tätigkeit widmet er sich der Veröffentlichung populärwissenschaftlicher Beiträge über Natur und Naturschutz in Büchern, Magazinen und Fernsehbeiträgen. 2014 unterzeichnete Boitani eine Vereinbarung zur Zusammenarbeit der Large Carnivore Initiative for Europe mit der Organisation Rewilding Europe. Zudem ist Boitani eines der sechs Mitglieder der Foundation Segré.

## Buchpublikationen
- Luigi Boitani, Stefania Bartoli: The Macdonald Encyclopedia of Mammals. Little Brown GBR, 1986, ISBN 0-356-12422-3.
- L. David Mech, Luigi Boitani: Wolves: Behavior, Ecology and Conservation. University of Chicago Press, 2006, ISBN 0-226-51697-0.
- Luigi Boitani, Marco Musiani, Paul C. Paquet: World of Wolves – New Perspectives on Ecology, Behaviour, and Management – Energy, Ecology, and the Environment. University of Calgary Press, 2010, ISBN 978-1-55238-269-1.

## Dokumente zum Management von Großraubtieren
- J. Linnell, V. Salvatori, L. Boitani: Guidelines for Population Level Management Plans for Large Carnivores. LCIE 2008  (Unautorisierte Übersetzung: Leitlinien für Managementpläne auf Populationsniveau für Großraubtiere.)
- Luigi Boitani: Action Plan for the conservation of the wolves (Canis lupus) in Europe. Straßburg/Oslo 2000.
- Manifesto: Declaration of Principles for Wolf Conservation by the Wolf Specialist Group of the Species Survival Commission of The World Conservation Union (IUCN).
- Luigi Boitani u. a.: Key actions for Large Carnivore populations in Europe. Brüssel 2015.
- L. Boitani, P. Ciucci: Wolf Management across Europe: Species Conservation without Boundaries. 2009.